# Meteorus hicoriae
Meteorus hicoriae är en stekelart som beskrevs av Muesebeck 1923. Meteorus hicoriae ingår i släktet Meteorus och familjen bracksteklar. Inga underarter finns listade i Catalogue of Life.